# Thomas Johns Perry
Thomas Johns Perry (* 17. Februar 1807 in Cumberland, Maryland; † 27. Juni 1871 ebenda) war ein US-amerikanischer Politiker. Zwischen 1845 und 1847 vertrat er den Bundesstaat Maryland im US-Repräsentantenhaus.

## Werdegang
Thomas Perry absolvierte vorbereitende Schulen. Nach einem anschließenden Jurastudium und seiner 1828 erfolgten Zulassung als Rechtsanwalt begann er in Cumberland in diesem Beruf zu arbeiten. Gleichzeitig schlug er als Mitglied der Demokratischen Partei eine politische Laufbahn ein. In den Jahren 1834 und 1836 saß er im Abgeordnetenhaus von Maryland. Bei den Kongresswahlen des Jahres 1844 wurde er im zweiten Wahlbezirk von Maryland in das US-Repräsentantenhaus in Washington, D.C. gewählt, wo er am 4. März 1845 die Nachfolge von Francis Brengle antrat. Da er im Jahr 1846 auf eine erneute Kandidatur verzichtete, konnte er bis zum 3. März 1847 nur eine Legislaturperiode im Kongress absolvieren. Diese war von den Ereignissen des Mexikanisch-Amerikanischen Krieges geprägt.
Zwischen 1851 und 1861 sowie nochmals von 1864 bis 1871 amtierte Perry als Richter im sechsten Gerichtsbezirk von Maryland. Im Jahr 1867 war er Delegierter auf einem Verfassungskonvent seines Staates. Er starb am 27. Juni 1871 in Cumberland, wo er auch beigesetzt wurde.